# Deicide
Deicide (від лат. «боговбивство») — американський дез-метал-гурт.

## Історія
Гурт було створено в місті Тампа, штат Флорида 1987 року й першопочатково вона мала назву «Carnage». Після приходу до гурту Ґлена Бентона назву було змінено на «Amon». Протягом цього часу було видано два демо-альбоми: Feasting the Beast (1987 рік) та Sacrificial (1989 рік). 1989 року за порадою Roadrunner Records назву гурту було змінено на «Deicide», оскільки словом «Amon» називався будинок в альбомі гурту King Diamond Them. Після цього, Deicide випустили свій дебютний альбом з однойменною назвою.
Гурту сильно набридає полеміка довкола їх серйозних антихристиянських (та, припустимо, сатанинських) переконань. Суперечки лише посилюються через такі речі, як перевернутий хрест, випалений на лобі Бентона (що він, імовірно, зробив за допомоги розпаленого шматка металу, який має форму хреста).
Першопочатково до складу гурту входили: Ґлен Бентон (бас-гітара та вокал), брати Ерік та Брайян Гоффман (гітари) та Стів Ешейм (ударні). Як Ерік, так й Браян вважаються одними з найталановитіших гітаристів жанру дез-метал, які виконують важкі соло на великих швидкостях та накладні рифи, які надають Deicide характерного важкого звучання та забезпечують важкі комбінації, безсумнівно розпізнавані як такі, що належать до Deicide. Цей склад гурту лишався незмінним по 25 листопада 2004 року, коли Ґлен Бентон оголосив, що брати Гоффман є виключеними з гурту за регулярне скасування концертів. Для проведення майбутньої частини поточних гастролей місце першого гітари обійняв колишній гітарист Cannibal Corpse Джек Овен, а місце другого — незмінний учасник гурту, гітарист Vital Remains, Дейв Судзукі. Протягом турне Овен був замінений Тоні Лазаро, іншим гітаристом з Vital Remains, у новому складі Deicide. Ральф Сантолла також був представлений в складі команди на гастролях 2005 року. Пізніше, Ерік Гоффман завдав Бентону удару у відповідь, заявивши про непрофесійність останнього та його брехливості стосовно скасування концертів. Нещодавно, після тривалого часу, Бентон відповів на ці заяви.
Deicide виконує пісні майже повністю на антихристиянські теми, й цей гурт заборонено у деяких країнах, як й багато інших спірних гуртів (наприклад, Slayer, Cannibal Corpse).

## Сутички з громадськістю
Діяльність Ґлена Бентона та гурту Deicide неодноразово було піддано критиці зі сторони захисників прав тварин. Так, радикальна англійська організація «Animal Militia» обіцяла Бентону, у випадку його появи у Великій Британії, неминучу смерть.
1992 року у Fryshuset Club в місті Стокгольм під час виступу Deicide та Gorefest пролунав вибух, який розніс дах та стіни клубу. Бентон наступним чином прокоментував ці обставини:
Ну що тут поробиш, якщо боїшся насилля, то не варто займатися подібною музикою.
Безпосередній вплив музика Бентона справляла й на прихильників творчості Deicide. Так, після виходу другого альбому Legion, двоє підлітків з Нью-Джерсі, наслухавшись музики, замучили пса й повісили його на дерево разом з пентаграмою. Свідками діянь своїх синів стали їх батьки:
За такі речі звинувачувати нас просто тупо — але вбивати мені теж дуже подобається, — Ґлен Бентон
2003 року на кордоні Канади та США було зупинено фургон, в якому їхали Ерік Гоффман та учасник гастрольної команди Бенджамін Т. Бойтон з концертів у Канаді. При обшукові фургона поліцейські знайшли пакетики з марихуаною, якої було більше фунта, загорнуті в тканину шприці та голки, 5 грамів амфетамінів, 5,7 грама анаболічних стероїдів, декілька упаковок транквілізаторів, пістолет 22 калібру, декілька ножів, кастетів, а також поліцейський жезл. Сам же лідер гурту Ґлен Бентон у фургоні присутнім не був, а їхав окремо. Тим не менш, вказані особи були наступного дня відпущені. Результатом затримання стало скасування одного з концертів.

## Склад
- Ґлен Бентон — вокал, бас
- Джек Овен[en] — гітара
- Ральф Сантола[en] — гітара
- Стів Ешейм[en] — ударні

## Дискографія

### Студійні альбоми
- Deicide (1990)
- Legion (1992)
- Once Upon the Cross (1995)
- Serpents of the Light (1997)
- Insineratehymn (2000)
- In Torment in Hell (2001)
- Scars of the Crucifix (2004)
- The Stench of Redemption (2006)
- Till Death Do Us Part (2008)
- To Hell With God (2011)
- In the Minds of Evil (2013)
- Overtures of Blasphemy (2018)
- Banished by Sin (2024)

### Збірники
- Amon, Feasting the Beast (1993)
- The Best of Deicide (2003)

### Живі альбоми
- When Satan Lives (1998)
- Doomsday L.A. (2007)

### DVD
- When London Burns (2006)
- Doomsday L.A. (2007)

## Billboard чарт
- 1992 Legion — Heatseekers 16
- 1995 Once Upon the Cross — Heatseekers 22
- 1997 Serpents of the Light — Heatseekers 17
- 2004 Scars of the Crucifix — Top Heatseekers 24
- 2004 Scars of the Crucifix — Top Independent Albums 18
- 2006 The Stench Of Redemption — Top Heatseekers 11
- 2006 The Stench Of Redemption — Top Independent Albums 21
- 2006 The Stench Of Redemption — Top Internet Albums 205